# Les Démons de la nuit (La Patrouille des Castors)
Pour le film italien, voir Les Démons de la nuit.
Les Démons de la nuit est la vingt-et-unième histoire de la série La Patrouille des Castors de Mitacq et Jean-Michel Charlier. Elle est publiée pour la première fois du no 1781 au no 1802 du journal Spirou. Puis elle est publiée sous forme d'album en 1973. Il constitue un diptyque avec Le Pays de la mort.

## Univers

### Personnages
Les scouts :
- Poulain, chef de patrouille
- Chat
- Faucon
- Tapir
- Mouche

## Publication

### Revues
Publié dans Spirou du 1er juin 1972 (no 1781) au 26 octobre 1972 (no 1802).

### Album
Publié en album en 1973, aux éditions Dupuis. Il a ensuite été réédité en janvier 1978, en septembre 1980, en juillet 1983 et en janvier 1986.